# The Gentlemen
Pour les articles homonymes, voir Gentleman (homonymie).
Pour plus de détails, voir Fiche technique et Distribution.
The Gentlemen ou Les Gentlemen au Québec est un film américano-britannique réalisé par Guy Ritchie et sorti en 2020.
Matthew McConaughey y incarne Mickey Pearson, un Américain devenu un important baron de la drogue à Londres. Il a bâti une solide « entreprise », implantée dans tout le Royaume-Uni. Après plusieurs années dans le « business » de la marijuana, il évoque plus ou moins la possibilité de se retirer. Cela va mettre la ville en ébullition : chantages, complots, trahisons, corruption et enlèvements. De nombreuses personnes vont tenter de convaincre Mickey pour devenir propriétaires de ses affaires très lucratives.
Le film reçoit globalement un bon accueil de la part de la presse, qui plébiscite le retour de Guy Ritchie au style de ses débuts : Arnaques, Crimes et Botanique (1998) et Snatch : Tu braques ou tu raques (2000). Le film est par ailleurs un bon succès commercial. Une série télévisée du même nom est diffusée en mars 2024 sur Netflix.

## Synopsis
Mickey Pearson se rend dans un bar, où il téléphone à son épouse. Il entend que cette dernière est rejointe par un homme inconnu, tandis qu'un homme arrive derrière lui brandissant un pistolet derrière sa nuque. Un coup de feu retentit et du sang est projeté.
Quelques jours plus tard, l'homme de main de Mickey, Raymond, reçoit la visite de Fletcher (qui est entré par effraction), détective privé engagé par le rédacteur en chef Big Dave (que Mickey avait auparavant humilié lors d'une soirée mondaine) pour le faire chanter (avec preuves à l'appui) contre de l'argent. Fletcher passe ainsi la soirée à raconter à Raymond le scénario d'un film qu'il veut faire d'après cette histoire. Le « film » de Fletcher commence ainsi.
L'Américain Mickey Pearson est devenu un important baron de la drogue à Londres. Il a bâti une solide « entreprise », implantée dans tout le Royaume-Uni. Après plusieurs années dans le « business » de la marijuana, il évoque plus ou moins la possibilité de se retirer. Il envisage de vendre son empire pour 400 millions au milliardaire Mathew Berger, à qui il dévoile les secrets de sa réussite : il cultive en sous-sol sur des terrains appartenant aux lords à qui il paie l'entretien de leurs domaines. Mais la femme de Mickey, Rosalind, qui gère aussi les affaires de son mari, est inquiète des conséquences de cette vente.
Un jour, un ambitieux gangster asiatique surnommé Œil Sec travaillant pour le vieux chef de la Triade Lord George, qu'il trahit en agissant dans son dos, offre à Rosalind Pierson des pièces automobiles dans le but de rencontrer son mari afin de lui faire une offre de rachat de son entreprise. Mickey, très vexé par l'attitude d'Œil Sec qui est ainsi passé par sa femme pour le rencontrer, refuse. Fletcher profite de cette scène pour rajouter une touche de violence dans son histoire qu'il raconte à Raymond. Mais après le rendez-vous avec Œil Sec, une des cultures de Mickey (celle qu'il avait fait visiter à Mathew) est braquée par des jeunes boxeurs. Ces derniers, qui ont volé la marchandise, publient sur les réseaux sociaux la vidéo de leur exploit.
Alors que la nouvelle du braquage se répand rapidement dans le milieu, Mickey est contacté par l'un de ses Lords, Pressfield, pour qu'il retrouve sa fille Laura, chanteuse toxicomane, que Big Dave passe son temps à dénigrer dans la presse (dans le but d'atteindre Mickey). Raymond, chargé de cette tâche, retrouve Laura avec d'autres jeunes toxicomanes dans un quartier dangereux de Londres. Mais l'intervention est tendue (Raymond ne supportant pas les junkies) et l'un d'entre eux (d'origine russe) tombe de l'immeuble et la scène est filmée par les jeunes du quartier. Raymond et ses hommes doivent les pourchasser pour récupérer les téléphones (avec difficulté) et quittent le quartier avec Laura. Malheureusement pour eux, Fletcher a photographié toute la scène et montre les photos à Raymond lors de sa narration. À ce moment-là, le cadavre du jeune Russe, qui était caché dans le congélateur de Raymond, est déplacé par ses hommes sous les yeux de Fletcher qui n'y voit aucun problème.
Plus tard, l'entraîneur des boxeurs, ayant appris avec horreur que ses protégés ont braqué la ferme de Mickey Pierson, rencontre Raymond pour s'excuser et se mettre à son service pour épargner ses boxeurs. Pour commencer, il lui livre le Chinois qui a renseigné les jeunes sur la ferme de Mickey, qui avoue travailler pour Œil Sec avant de se suicider. Mickey décide de rendre une visite d'avertissement à Lord George en empoisonnant son thé et fait brûler ses cuisines pour l'obliger à recadrer son bras droit. Lord George comprend qu'Œil Sec le trahit, mais il se fait assassiner par ce dernier qui le remplace à la tête de la Triade. Pendant ce temps-là, Laura Pressfield meurt d'une overdose chez ses parents.
Toujours dans sa narration, Fletcher a surpris une conversation entre Œil Sec et Mathew qu'il restitue à Raymond : ces deux hommes sont en réalité associés dans le rachat et le sabotage de l'affaire de Mickey. Plus tard, un tueur se rend au bar du début du film pour tuer Mickey, pendant qu'Œil Sec se rend au bureau de sa femme. Raymond tue le tueur dans le bar et fonce avec Mickey pour sauver sa femme des griffes d'Œil Sec. Ce dernier entreprend de la violer, mais elle est sauvée in extremis par son mari qui le tue.
Le soir, Fletcher termine sa narration à Raymond et explique que Mathew voulait s'associer à Œil Sec pour l'avoir comme bras droit dans la gestion de l'affaire, à condition que ce dernier sabote (en faisant braquer une ferme de Mickey) dans le but de réduire son prix de rachat. Mais après la mort de Lord George, Œil Sec rompt l'association pour gérer seul l'affaire de Mickey qu'il comptait reprendre de force. Une fois sa narration terminée, Fletcher laisse à Raymond trois jours pour lui verser 20 millions de livres sous peine de rendre son scénario public, avant de s'en aller. Mais Raymond n'est pas né de la dernière pluie.
Le lendemain, Big Dave est kidnappé et drogué par les boxeurs. Le matin suivant, le coach lui montre la vidéo d'une performance zoophile de la veille en lui demandant de laisser Mickey tranquille. Après cela, Raymond, satisfait de son travail, le charge d'un dernier travail avant de l'acquitter de sa dette. Le lendemain, Mathew retrouve Mickey dans son usine afin de finaliser l'achat. Celui-ci annonce qu'en raison des derniers événements, le prix d'achat a baissé à 130 millions (contre 400 à l'origine). Mais Mickey, le tenant pour responsable de la réaction en chaîne, décide de ne plus vendre son affaire et l'oblige à payer, tant financièrement que physiquement, en l'enfermant dans le congélateur pour réparer les dégâts commis durant toute l'histoire.
Pendant ce temps, Fletcher revient chez Raymond où il le retrouve, ainsi que le coach, pour récupérer l'argent. Mais il découvre que Raymond l'avait démasqué depuis longtemps et qu'il s'est servi de sa présence l'autre soir quand il racontait son scénario pour le pister et charger l'entraîneur de récupérer ses polices d'assurances avec les preuves du chantage. Alors que le coach fait ses adieux à Raymond, sa dette acquittée, Fletcher avoue qu'il avait renseigné un puissant homme d'affaires russe chagriné par la perte de son fils (qui était tombé d'un immeuble au milieu du film) en espérant être payé après l'assassinat de Mickey. Mais à la suite de l'échec de la tentative d'assassinat dans le bar par les hommes du Russe, Fletcher s'est tourné vers Raymond pour le faire chanter. Malheureusement, au moment de ces révélations, les hommes du Russe arrivent dans la propriété de Raymond, tandis que Mickey, qui vient de monter dans sa voiture à la sortie de l'usine, est tenu en joue par d'autres tueurs. Mais les boxeurs qui décident de s'en prendre à Mickey tirent sur la voiture tuant les Russes à bord, tandis que le coach, prévenu de la nouvelle bêtise de ses protégés, descend les Russes chez Raymond, pendant que Fletcher prend la fuite et que Mickey disparaît de la voiture.
Plus tard, Fletcher tente de vendre son histoire qu'il raconte au studio Miramax en ajoutant qu'à la fin, il faut une suite. Mais il est capturé à la sortie du studio par Raymond. Apprenant la nouvelle, les époux Pearson, apaisés, sont à nouveau les rois de cette jungle sans l'ombre d'un doute.

## Fiche technique
Sauf indication contraire, les informations mentionnées dans cette section peuvent être confirmées par la base de données cinématographiques IMDb,  présente dans la section « Liens externes ».
- Titre original et français : The Gentlemen
- Titre québécois : Les Gentlemen
- Titres de travail : Toff Guys puis Bush
- Réalisation : Guy Ritchie
- Scénario : Guy Ritchie, d'après une histoire d'Ivan Atkinson, Marn Davies et Guy Ritchie
- Musique : Christopher Benstead
- Direction artistique : Oliver Carroll et Fiona Gavin
- Décors : Gemma Jackson
- Costumes : Michael Wilkinson
- Photographie : Alan Stewart
- Montage : James Herbert
- Production : Ivan Atkinson, Bill Block et Guy Ritchie
  - Coproducteurs : Max Keene et Matthew McConaughey
  - Producteur délégué : Alan J. Wands
- Sociétés de production : STXfilms et Miramax
- Société de distribution : STX Entertainment (États-Unis), VVS Films (Québec), SND (France)
- Budget : 22 millions de dollars[2]
- Pays de production :  États-Unis,  Royaume-Uni
- Langue originale : anglais
- Format : couleur
- Genre : Comédie, action et film de gangsters
- Durée : 113 minutes
- Dates de sortie[3] :
  - Royaume-Uni : 3 décembre 2019 (avant-première au Curzon Mayfair Cinema de Londres), 1er janvier 2020 (sortie nationale)
  - États-Unis : 24 janvier 2020
  - France : 5 février 2020
  - Belgique : 26 février 2020
- Classification[4] :
  - Royaume-Uni : interdit aux moins de 18 ans
  - États-Unis : R - Restricted (les enfants de moins de 17 ans doivent être accompagnés d'un adulte)
  - France : tous publics avec avertissement

## Distribution
- Matthew McConaughey (VF : Axel Kiener ; VQ : Daniel Picard) : Mickey Pearson
- Charlie Hunnam (VF : Julien Allouf ; VQ : Adrien Bletton) : Raymond
- Henry Golding (VF : Eilias Changuel) : « Œil Sec » (Dry Eye en VO)
- Michelle Dockery (VF : Ingrid Donnadieu ; VQ : Mélanie Laberge) : Rosalind
- Colin Farrell (VF : Boris Rehlinger ; VQ : Martin Watier) : Le coach
- Hugh Grant (VF : Thibault de Montalembert ; VQ : Jacques Lavallée) : Fletcher
- Jeremy Strong (VF : Jérémy Bardeau ; VQ : Alexandre Fortin) : Mathew
- Eddie Marsan (VF : Jérémy Prévost ; VQ : Frédéric Desager) : Big Dave
- Tom Wu (VQ : Antoine Durand) : Lord George
- Lyne Renée : Jackie
- Jason Wong (en) : Phuc
- Eliot Sumner (VF : Claire Morin) : Laura Pressfield
- Eugenia Kuzmina (en) : Misha
- Brittany Ashworth (en) : Ruby
- Togo Igawa : Wang Yong
- Samuel West (VF : Thibaut Lacour) : Lord Pressfield
- Franz Drameh (VF : Baptiste Caillaud) : Benny
- Bugzy Malone : (VF : Mohamed Sanou ; VQ : Gabriel Lessard) : Ernie
- Danny Griffin : Aslan
- Max Bennett : Brown

 Source et légende : version française (VF) sur RS Doublage et AlloDoublage
 Source et légende : version québécoise (VQ) sur Doublage.qc.ca

## Production

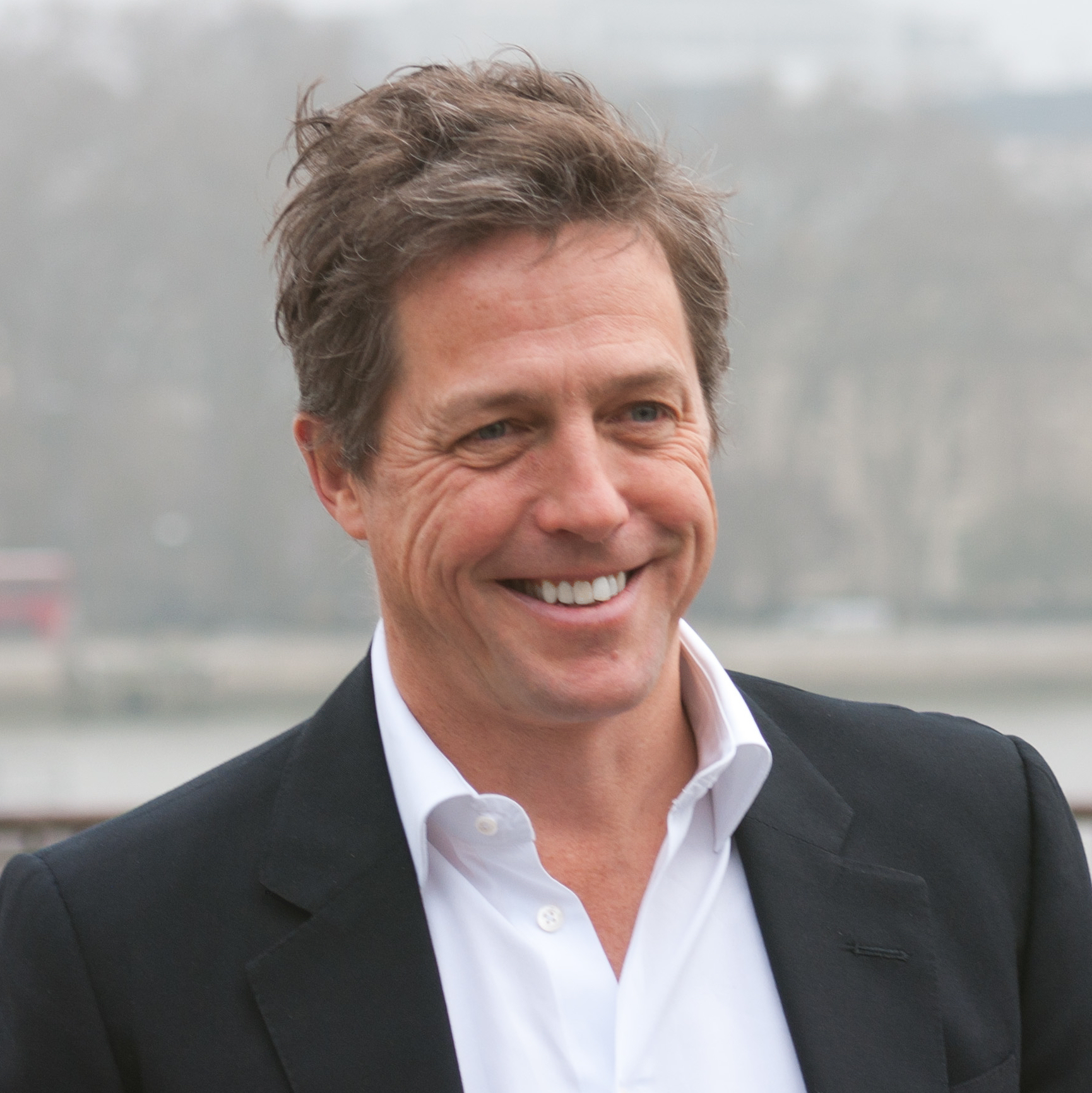
L'acteur anglais Hugh Grant retrouve Guy Ritchie, qui l'avait dirigé dans Agents très spéciaux : Code UNCLE.

### Genèse et développement
En mai 2018, il est annoncé que Guy Ritchie va écrire et réaliser Toff Guys, un nouveau long métrage dans la veine de ses deux premiers films, Arnaques, Crimes et Botanique (1998) et Snatch : Tu braques ou tu raques (2000). Le projet est confirmé lors du festival de Cannes 2018, où Miramax acquiert les droits de distribution,. Le tournage est alors annoncé pour octobre 2018.
En février 2019, il est annoncé que le film s'intitule désormais Bush. Il est aussi révélé que STX Entertainment distribuera finalement le film aux États-Unis et Miramax dans le reste du monde. Quelques mois plus tard, le titre change à nouveau avec The Gentlemen.
En mars 2021, alors qu'un projet de spin-off est évoqué pour la télévision, Guy Ritchie révèle qu'il avait initialement développé le projet comme une série télévisée, avant de le transposer en film.

### Attribution des rôles
En octobre 2018, Matthew McConaughey, Kate Beckinsale, Henry Golding et Hugh Grant sont annoncés,. Ils sont rejoints par Jeremy Strong, Jason Wong et Colin Farrell le mois suivant. Michelle Dockery remplace finalement Kate Beckinsale,,. En décembre 2018, Lyne Renée rejoint elle aussi la distribution.

### Tournage
Le tournage débute en novembre 2018. Il a notamment lieu à Londres (Shepherd's Bush, Emirates Stadium…) et ses environs (West London Film Studios (en) à Hayes, Longcross Studios.

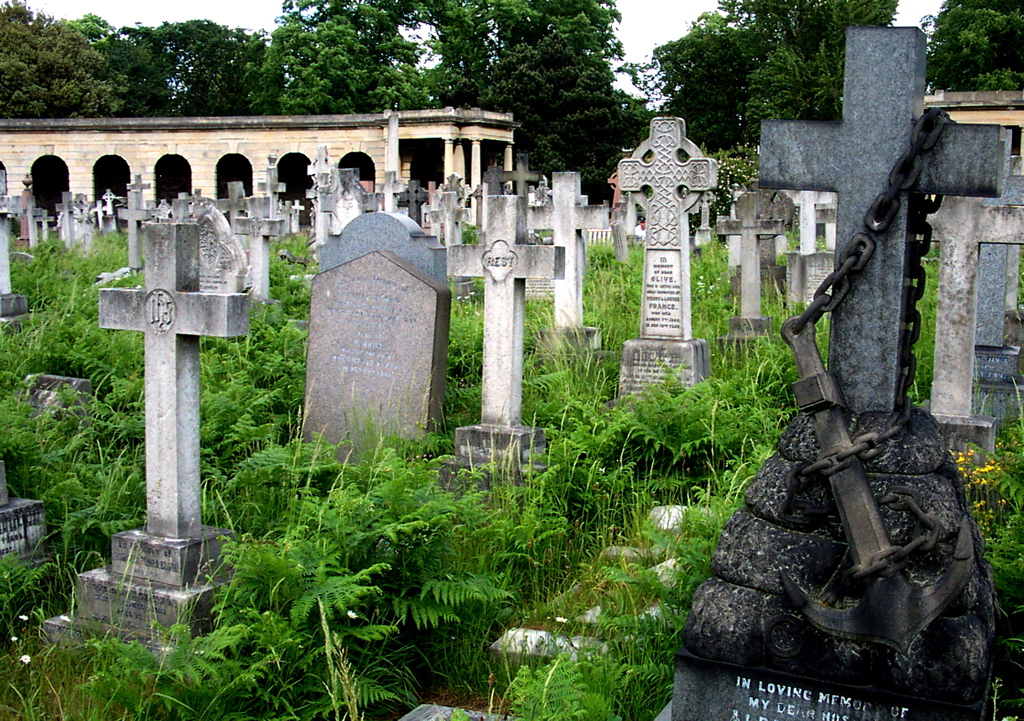
Cimetière de Brompton.
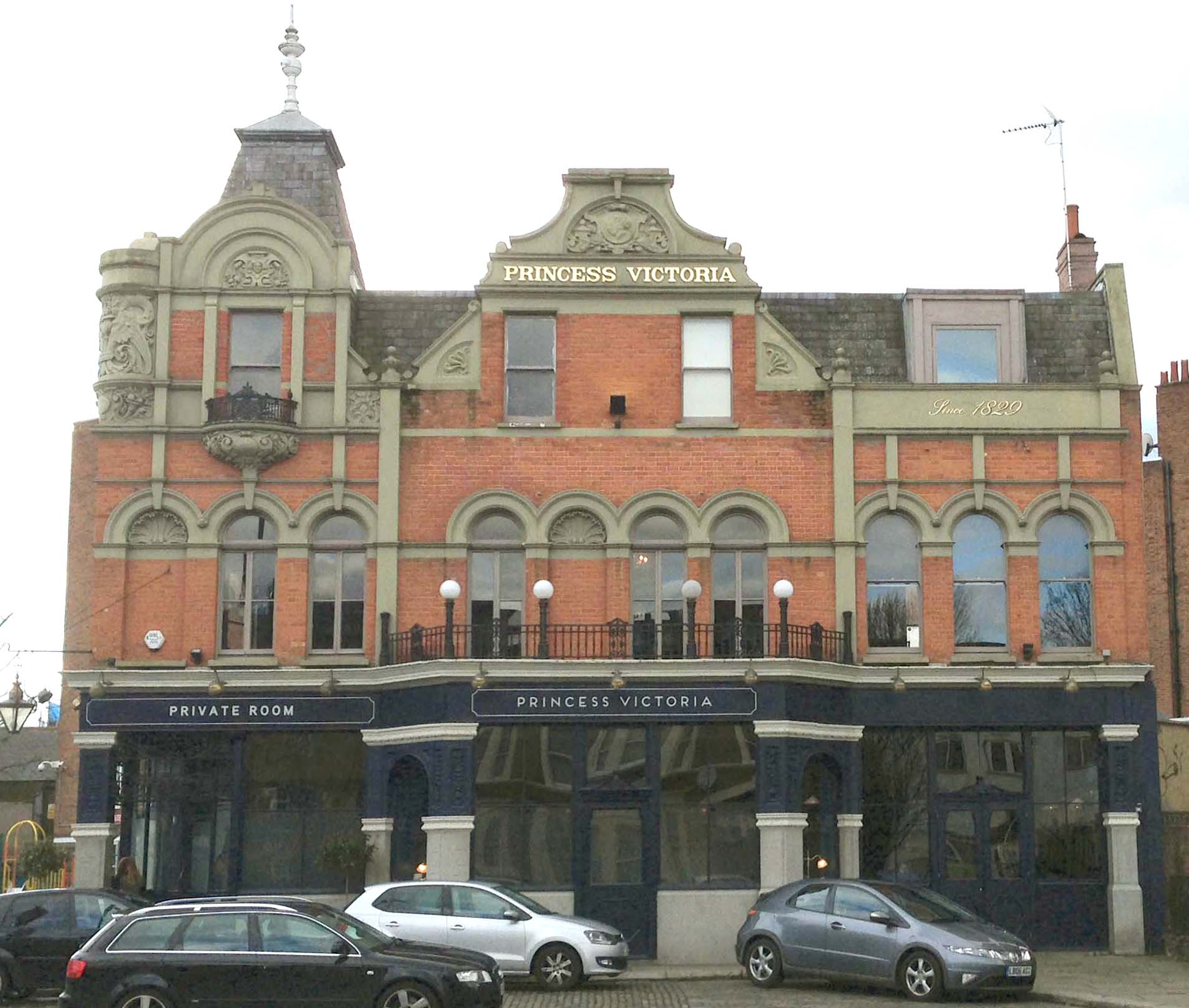
Le pub Princess Victoria.
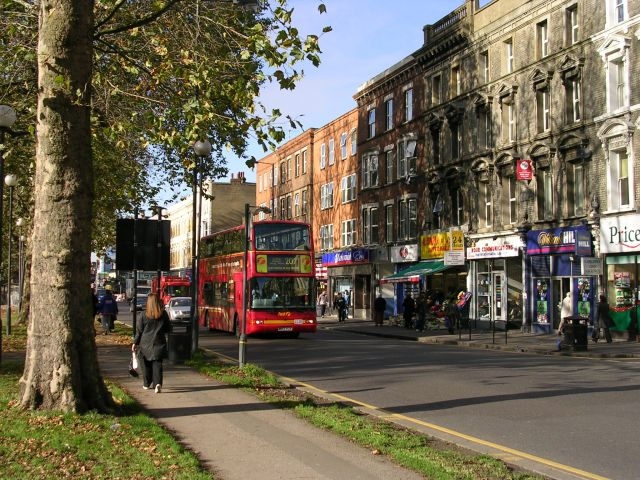
Shepherd's Bush.
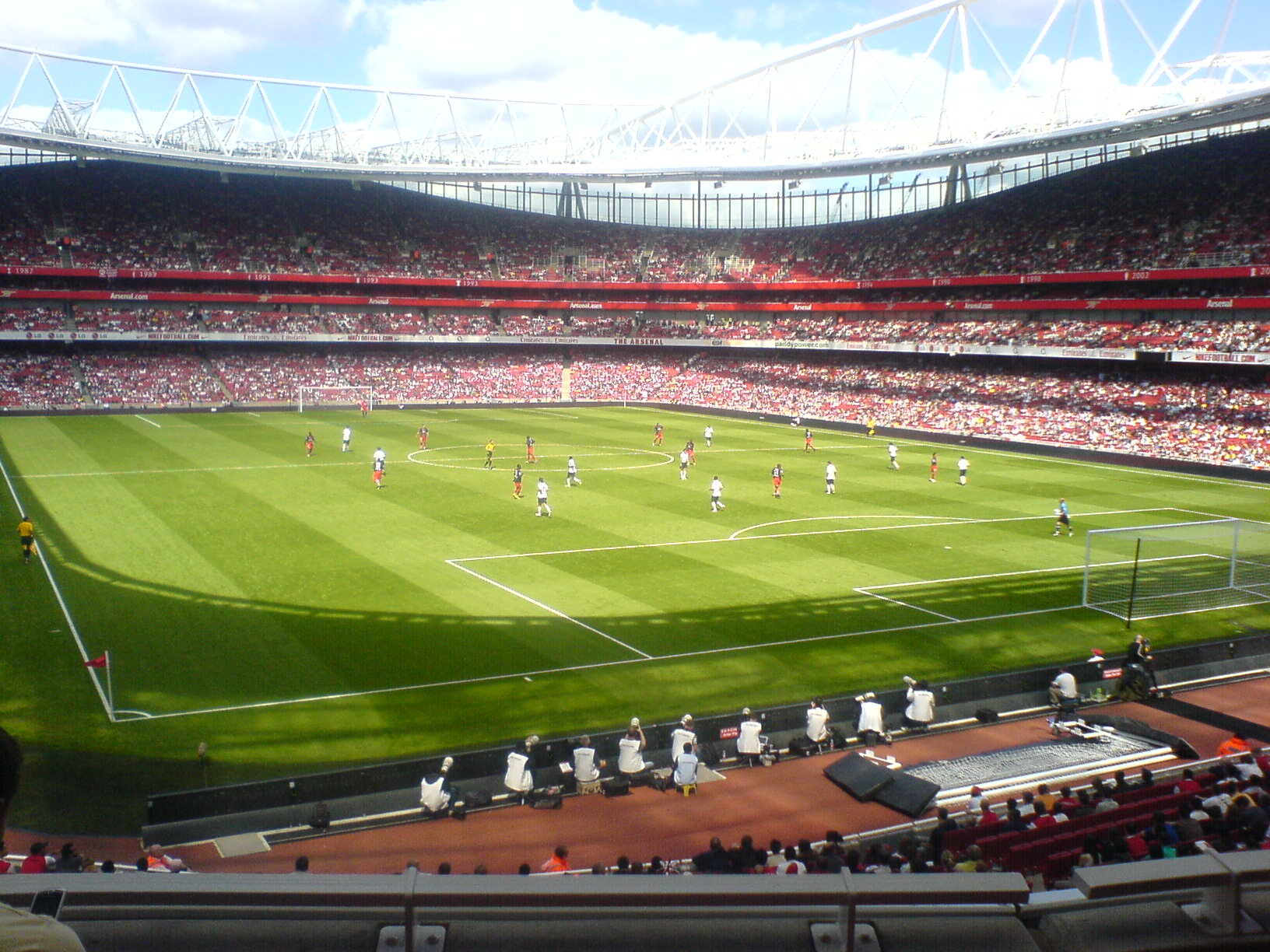
Emirates Stadium.

## Accueil

### Critiques
Le film reçoit des critiques globalement positives. Sur l'agrégateur américain Rotten Tomatoes, il récolte 75 % d'opinions favorables pour 276 critiques et une note moyenne de 6,46/10. Sur Metacritic, il obtient une note moyenne de 51/100 pour 44 critiques. Sur Allociné le film obtient une moyenne de 3,5/5 pour 33 critiques presse compilées.
GQ a bien aimé le film : « Humour débile, gangsters chics, trafic de beuh et grosses bastons... Dans The Gentlemen, le réalisateur britannique Guy Ritchie renoue avec ses vieilles ficelles. Et c’est toujours aussi cool. »
L'Obs n'est pas totalement conquis : « malgré ses qualités, le film peine à se démarquer et à renouveler le genre. »
Par rapport au public, le film obtient la note moyenne de 7,2/10 sur SensCritique, basée sur plus de 9 000 retours.

### Box-office
Le film sort aux États-Unis le 24 janvier 2020 dans 2 100 salles. Pour son premier week-end d'exploitation américaine, il enregistre 11 030 000 $ de recette et se classe 4e.
| Pays ou région    | Box-office      | Date d'arrêt du box-office | Nombre de semaines |
| ----------------- | --------------- | -------------------------- | ------------------ |
| États-Unis Canada | 36 471 795 $    | 27 août 2020               | 31                 |
| France            | 630 925 entrées | 5 août 2020                | 12                 |
| Royaume-Uni       | 15 850 293 $    | 18 octobre 2020            | 42                 |
| Total mondial     | 115 171 795 $   | —                          | —                  |